# Luísa Grinalda

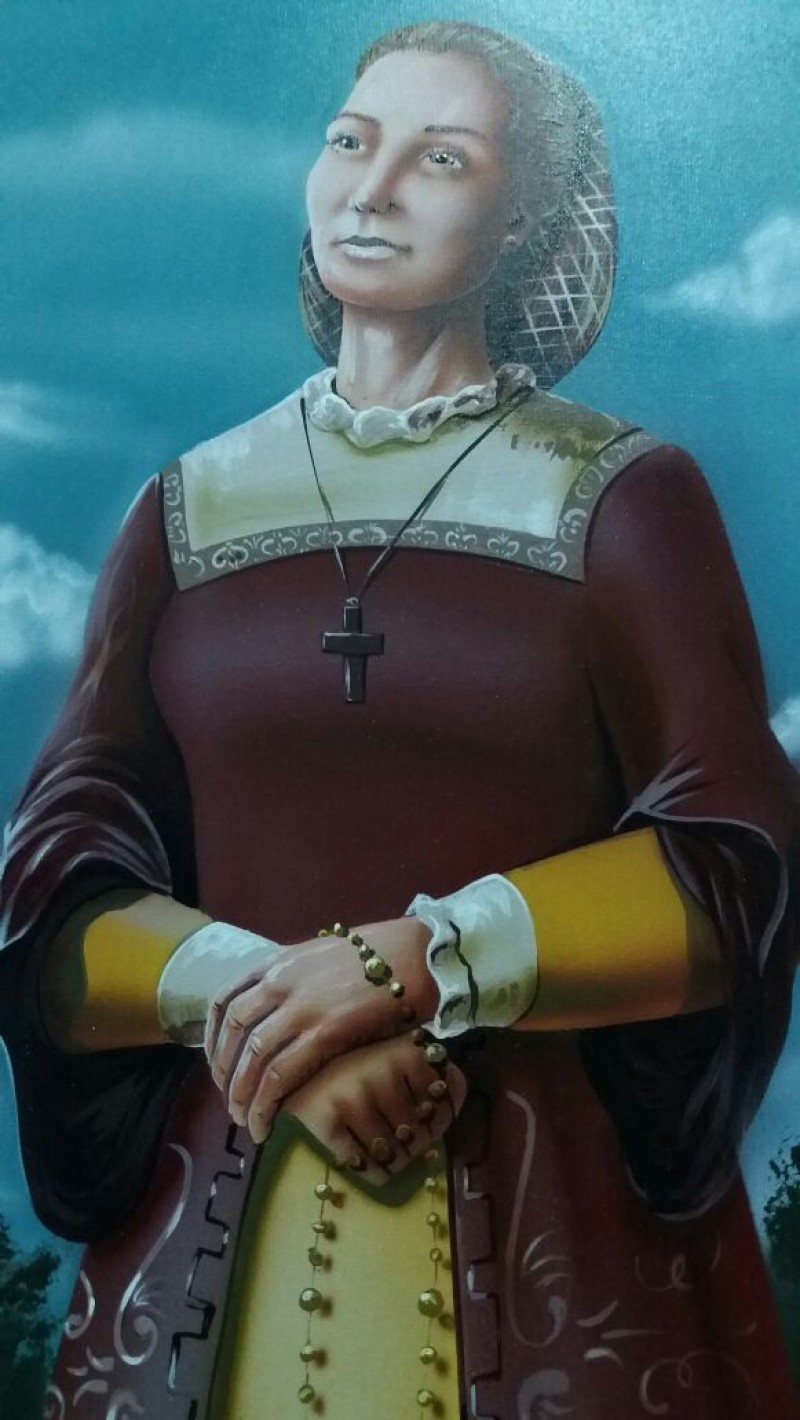
Luísa Grinalda.

Luísa Grinalda (século XVI) foi a primeira governadora da capitania do Espírito Santo.
Em 1589, com a morte do donatário Vasco Fernandes Coutinho, Luísa sucedeu-lhe no governo da capitania, por ser sua viúva. O casal não tinha filhos para seguir a linha de sucessão. Dessa maneira, uma mulher herdou o posto e nomeou seu adjunto o capitão Miguel Azeredo.
Luísa Grinalda assumiu a capitania em 1589 e governou durante quatro anos, até 1593, quando perdeu o cargo em uma disputa judicial, para o parente mais próximo de Vasco Fernandes Coutinho Filho. Ele havia requerido e mais tarde ganhou a questão de adjudicação de direito de senhorio da Capitania do Espírito Santo.

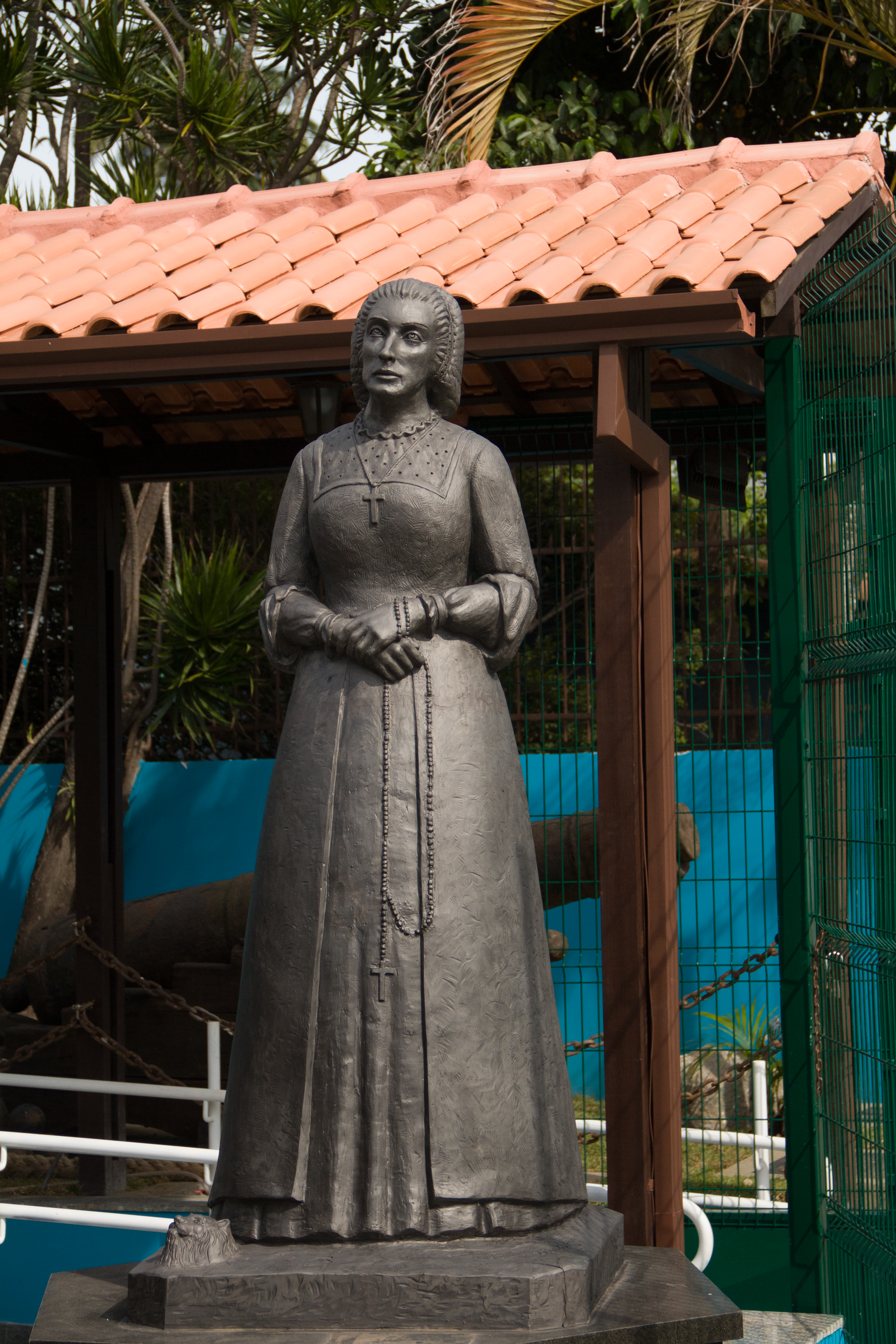
Estátua Luísa Grinalda, Instituto Histórico e Geográfico de Vila Velha.

Esse pretendente ao cargo de capitão-mor era Francisco de Aguiar Coutinho. Sua alegação era de que uma mulher não podia ter assumido o lugar do marido falecido, pois era vedado pela legislação. No entanto, a Coroa podia nomear um capitão-mor. Aliás, era o que acontecia quando um donatário, por qualquer razão, não assumia as suas funções.
Francisco de Aguiar Coutinho teve seu direito à sucessão reconhecido e Luísa Grinalda entregou o governo ao seu adjunto, Miguel de Azeredo, em 1593. Viajou para Portugal e recolheu-se ao Convento de Nossa Senhora do Paraíso, em Évora (Alentejo, Centro-Sul, cidade medieval, patrimônio histórico da humanidade).
Segundo documentação histórica, ela ainda vivia no ano de 1626, quando prestou depoimento no processo de beatificação do Padre José de Anchieta.
O vencedor da disputa, Francisco de Aguiar Coutinho, só assumiria a direção da capitania do Espírito Santo depois de 1605. O capitão Miguel Azeredo permaneceu à frente do Governo de 1593 a 1605.
O acontecimento de maior relevância no governo de Luísa Grinalda foi o ataque de Thomas Cavendish, pirata inglês, à Baía de Vitória, em 1592.
O governo providenciou a colaboração dos índios goitacases, acampados nas proximidades de Vila Velha. O cacique Jupi-açu atendeu ao chamado e lutou contra os invasores, com aproximadamente duzentos homens, entre índios e colonos. Construíram apressadamente dois fortins de taipa no morro em que noventa anos mais tarde ergueriam o Forte de São João.
Cavendish foi derrotado e voltou às embarcações. Perdeu cerca de oitenta homens durante a luta.